# Романовский, Георгий Дмитриевич
Георгий (Юрий) Дмитриевич Романовский (13 [25] ноября 1877, Царское Село, Санкт-Петербургская губерния — 1939, Белград) — российский военачальник, генерал-лейтенант, герой Русско-японской войны.

## Биография
Георгий (Юрий) Дмитриевич Романовский родился 13 (25) декабря 1877 года в Царском Селе. В 1896 году окончил Пажеский корпус. В 1896 году выпущен был корнетом в Уланский Её Величества лейб-гвардии полк. В 1900 году произведён в поручики гвардии. В 1902 году после окончания Николаевской военной академии по 1-му разряду был произведён в штабс-капитаны гвардии и в капитаны генерального штаба.
С 1902 года отбывал цензовое командование ротой в Лейб-гвардии Уланском полку. С 1904 года был старшим адъютантом штаба 4-й Восточно-Сибирской стрелковой дивизии.

### Русско-японская война
Участник Русско-японской войны. В составе 4-й Восточно-Сибирской стрелковой дивизии участвовал в обороне Порт-Артура. С 1905 года начальник строевого отделения штаба Свеаборгской крепости.
4 января 1905 года за храбрость был награждён Золотой саблей «За храбрость»:
в воздаяние отличного мужества и храбрости в делах с японцами под  Порт-Артуром в августе, сентябре, октябре и с 7 по 19 ноября 1904 года
.
25 февраля 1907 года за храбрость был награждён орденом Святого Георгия 4-й степени:
за блестящий подвиг мужества, выказанный при защите крепости Порт-Артур 17 ноября 1904 г., когда японцы значительными силами атаковали позиции на Голубиных бухтах, несмотря на губительный огонь артиллерии противника, с полным спокойствием руководил боем и, воодушевляя примером личной храбрости подчинённых ему нижних чинов, отбил все атаки противника,  нанеся ему громадные потери, и удержал позицию
.

### Последующие годы
В 1907 году произведён в подполковники. В 1908 году произведён в полковники с назначением помощником делопроизводителя Главного управления Генерального штаба. С 1911 года военный агент в Болгарии.
Участник Первой мировой войны, с 20 сентября 1914 года командовал Галицким 20-м пехотным полком. В 1915 году произведён в генерал-майоры с назначением генерал-квартирмейстером штаба 7-й армии. С 1916 года назначался начальником штаба 13-го армейского корпуса и 11-й армией.
В 1917 году произведён в генерал-лейтенанты с назначением начальником Главного управления Генерального штаба. С 28 февраля 1917 года принимал участие в работах Военной комиссии Временного комитета Государственной думы.
В годы Гражданской войны с 23 октября 1918 года был назначен представителем Директории при союзном командовании, главным уполномоченным и военным представителем Верховного правителя и Верховного главнокомандующего на Дальнем Востоке. В 1920 году назначен военным представителем в Японии.
Во время своего пребывания в Токио написал исследование «Украинский сепаратизм и Германия».
Эмигрировал в Югославию. Умер в 1939 году. Похоронен в Белграде на Новом кладбище.

## Награды
- Орден Святого Станислава 3-й степени с мечами и бантом (1904);
- Орден Святого Владимира 4-й степени с мечами и бантом (09.12.1904).
- Орден Святой Анны 3-й степени с мечами и бантом (1905);
- Золотое оружие «За храбрость» (ВП 14.01.1905);
- Орден Святой Анны 4-й степени с надписью «За храбрость» (ВП 11.09.1905);
- Орден Святого Георгия 4-й степени (ВП 25.02.1907);
- Орден Святого Станислава 2-й степени (1909);
- Орден Святой Анны 2-й степени с мечами (1915);
- Орден Святого Владимира 3-й степени (1913, мечи к сему ордену — 18.04.1915);
- Орден Святого Станислава 1-й степени с мечами (22.10.1915);